# Casamento tradicional em Djerba

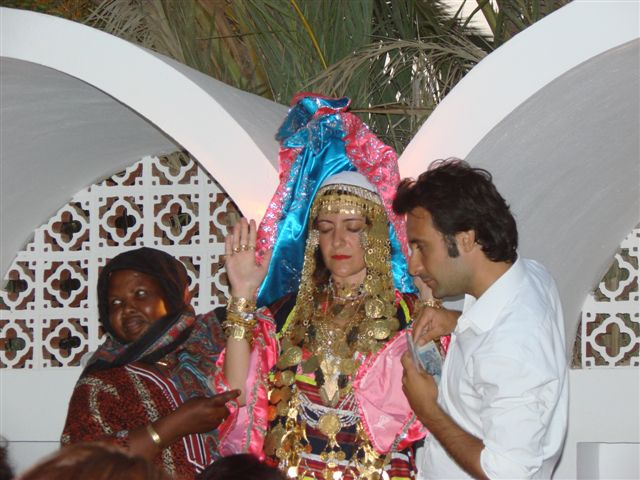
Noiva de Djerba durante a cerimónia da jeloua

Os casamentos na ilha tunisina de Djerba são uma parte importante do cultura tradicional local e envolvem uma série de cerimónias religiosas e profanas que se prolongam por vários dias. Particularmente entre os maliquitas, os casamentos são ocasião para grandes festas. Para os austeros ibaditas, os festejos são muito menos exuberantes, frequentemente sem música nem dança.
Sendo as distrações raras, os casamentos, celebrados principalmente no verão, os casamentos representam uma ocasião para relaxar e libertar tensões, nomeadamente para as mulheres. Até há pouco tempo, não havia casamentos mistos entre os diferentes grupos étnicos e religiosos da ilha, apesar das relações entre eles serem afáveis. O casamento endogâmico foi durante séculos o mais comum na ilha e assim continua a ser nas zonas rurais.

## Descrição

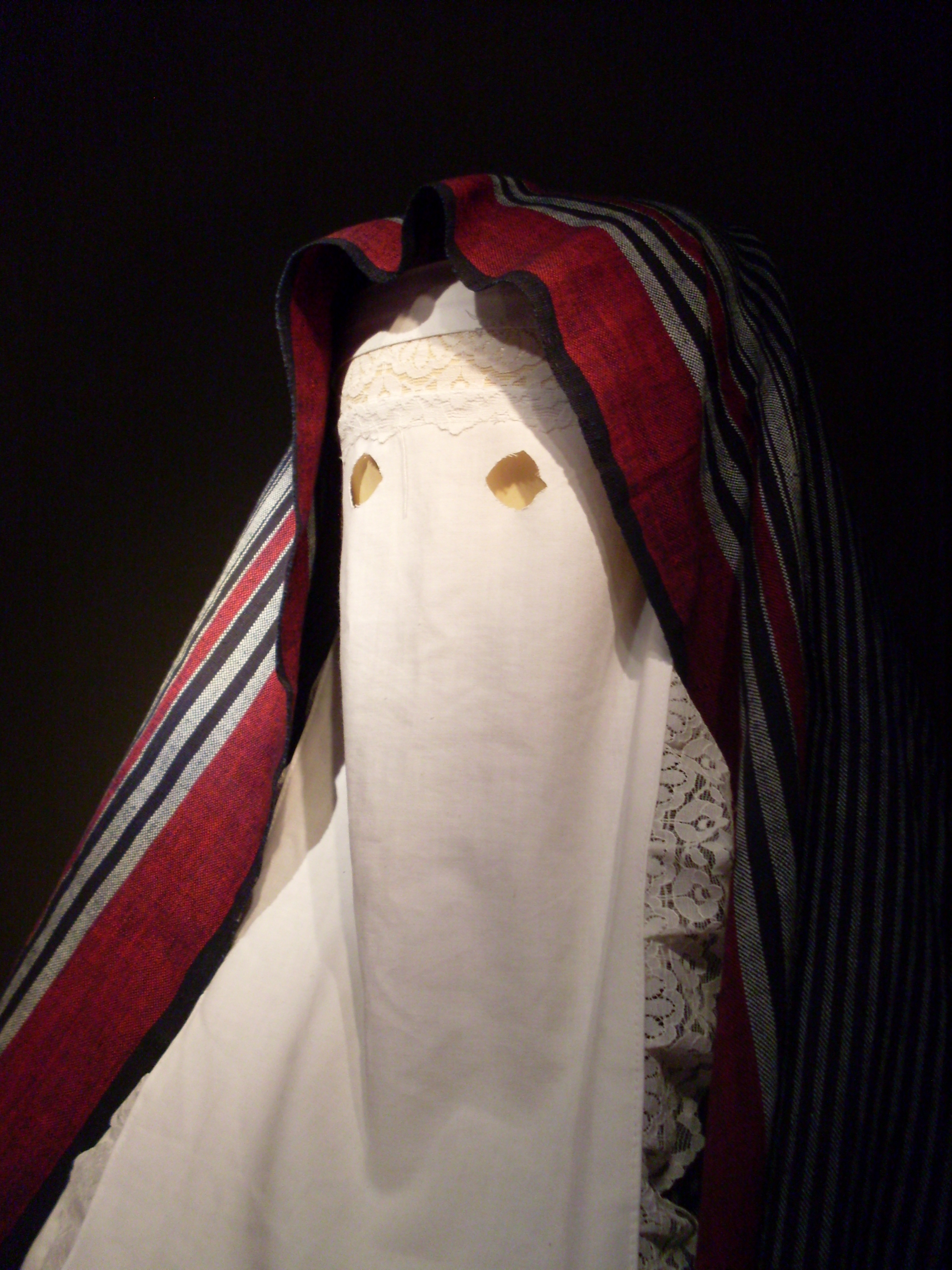
Noiva de Djerba durante a hejba, a primeira cerimónia do casamento

### Cerimónias prévias
Em Houmt Souk, a hejba é a primeira delas: é então que o dote é dado ao pai da noiva. O pagamento de um dote pelo futuro esposo ou pela sua família à família da noiva é uma das condições do casamento muçulmano. No Médio Oriente, o dote é dividido em duas partes, o mokkadam, pago no momento do casamento, e o moakhar, mais oneroso, que é pago no caso de divórcio. Na Tunísia, pelo contrário, o dote só é pago no momento do casamento. Em Djerba, serve para preparar o enxoval da noiva, constituído principalmente por roupas, panos, colchas de lã e colchões. É tanto mais elevado quanto a rapariga for mais bonita e proveniente duma família importante. Depois da independência da Tunísia em 1956, foi levada a cabo uma grande campanha para reduzir o dote a uma soma simbólica e no início dos anos 1960 os djerbanos casavam-se com um dote simbólico de um dinar.[carece de fontes?]
Depois da hejba, a futura casada deixa de sair da sua casa durante um certo tempo (uma semana a um mês), principalmente para se proteger do sol, pois a pele branca é um dos principais critérios de beleza em Djerba, como na Tunísia em geral. Durante esse período, são visitadas várias zauias, onde são acesas velas.

### Semana do casamento
Durante a semana do casamento propriamente dito multiplicam-se as cerimónias e festividades. As famílias dos futuros esposos organizam festas separadas e só se encontram na madrugada do sétimo dia para festejarem em conjunto o último dia, tradicionalmente uma sexta-feira. As cerimónias para as mulheres são animadas por músicos e em geral os homens não participam nelas. Em contrapartida, as mulheres, outrora maioritariamente com véus, podem participar nas festas noturnas com música organizadas para os homens. Além de contratarem músicos locais, antigamente quase sempre negros, os djerbanos recorrem também a músicos das ilhas Kerkennah, cujo folclore é próximo do de Djerba, e por vezes a músicos de Ghomrassen chamados toualeb. Os convidados levam como presente às mães dos noivos ovos frescos e dinheiro. Estes presentes são registados (uma prática chamada hourem ou haouram) para que sejam depois seja oferecido em retorno um valor equivalente ou superior. Os ovos cozidos e coloridos são muito usados durante o período em que decorre o casamento, sendo enviados aos amigos e conhecidos para anunciar o casamento.[carece de fontes?]

#### Primeiro dia
Em Houmt Souk, durante o primeiro dos sete dias dos festejos de casamento, os convites (tahdhir) são distribuídos por intermédio das "damas de companhia" (haddharat), vestidas a preceito, maquilhadas e adornadas com joias. As famílias visitadas oferecem-lhes comida e dinheiro. Nesse mesmo dia, é preparada a zammita, o prato do casamento. Trata-se dum prato constituído principalmente de cevada torrada, coentro, erva-doce e funcho pisado e diluído em água com açúcar ao som de cantos tradicionais e de zagharit (youyou).{{
1=Zagharit, também transliterado zaghareet, é a designação em árabe para os gritos coletivos estridentes, longos e modulados usados pelas mulheres do Magrebe em certas ocasiões, normalmente festivas, mas por vezes também de tristeza. Em francês são designados pelas onomatopeias youyou ("iuiu"), olouloulou ("olululu") ou lo lou lou (lu lu lu).
}}

#### Quarto e quinto dia

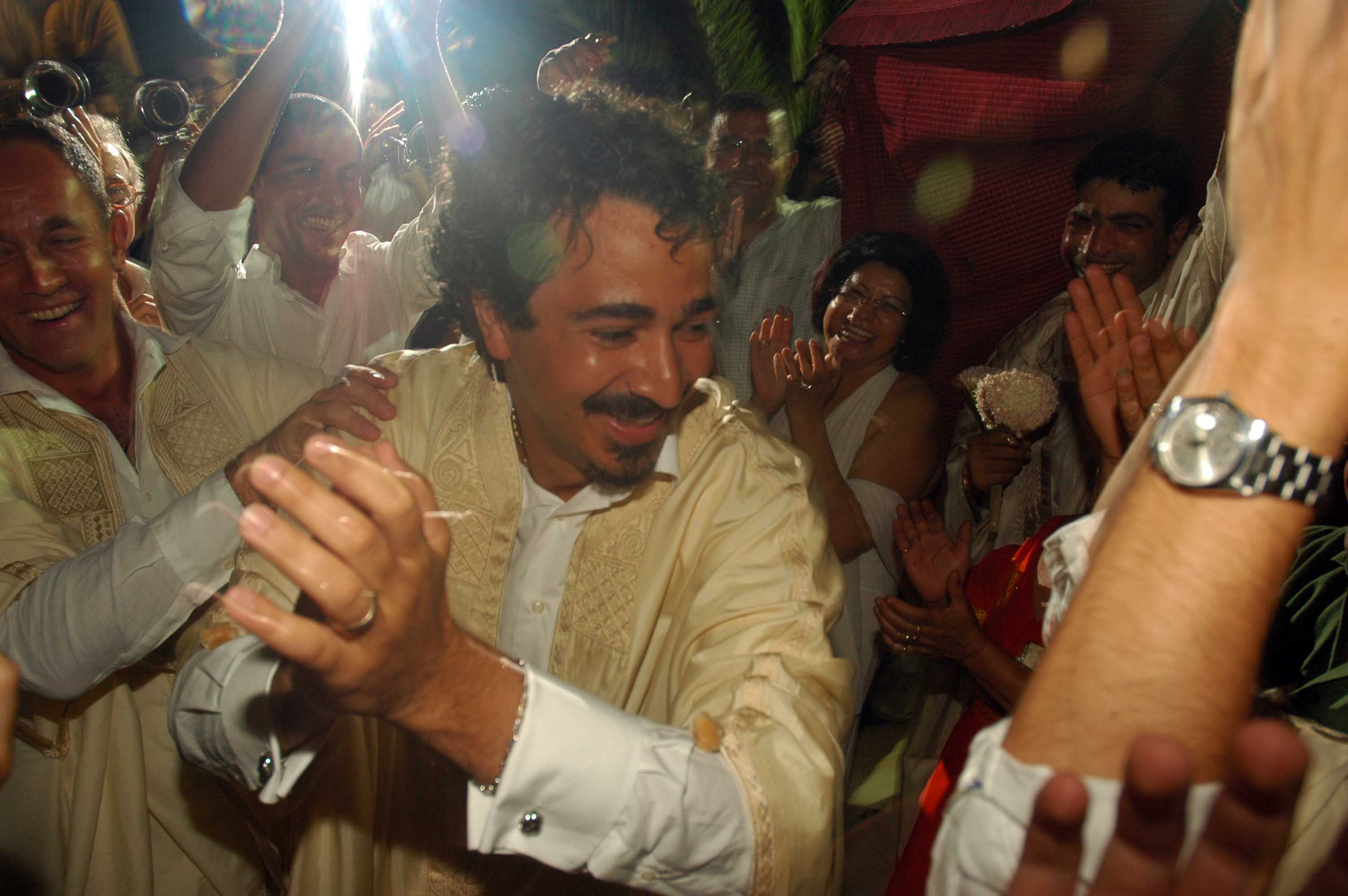
Noivo de Djerba durante a cerimónia da henna kbira

Seguem-se outros festejos, como a henna sghira, no quarto dia: os filhos menores das famílias mais chegadas, vestidos como adultos (as meninas maquilhadas e com joias tradicionais), são recebidos pelos pais da futura esposa; levam consigo, dissimulado entre folhas de hena, um anel que um rapazinho enfia no dedo anelar da noiva. A família visitada oferece comida, presentes e ovos cozidos coloridos. A noite é dedicada à cerimónia da tatrifa: depois dos cantos e danças, uma familiar próxima do futuro esposo aplica hena à noiva, ao ritmo de cantos tradicionais e de zagharit e à luz de velas seguradas por jovens esposas (chamadas saddarat) vestidas com roupas e joias reservadas aos noivos.[carece de fontes?]
No quinto dia tem lugar a henna kbira. Na casa do noivo é servido um yahni São também enviados presentes à noiva: geralmente um cesto de prdoutos de maquilhagem tradicionais (gouffat e hena), incenso, joias, um r’dé, que ela usará durante a jeloua, e um beskri são levados a cavalo por um homem adulto, de preferência negro, acompanhado de parentes próximos do noivo. Enquanto isso, este deixa-se vestir pelos seus amigos à luz de velas e ao som de música.[carece de fontes?]
Tem então lugar a berboura, uma cerimónia específica de Djerba, que se supõe ter origem pagã. O futuro esposo, coberto por um beskri, acompanhado dos seus parentes mais próximos e amigos faz uma visita ritual a uma oliveira, da qual arranca um ramo com o qual bate simbolicamente nos solteiros presentes.

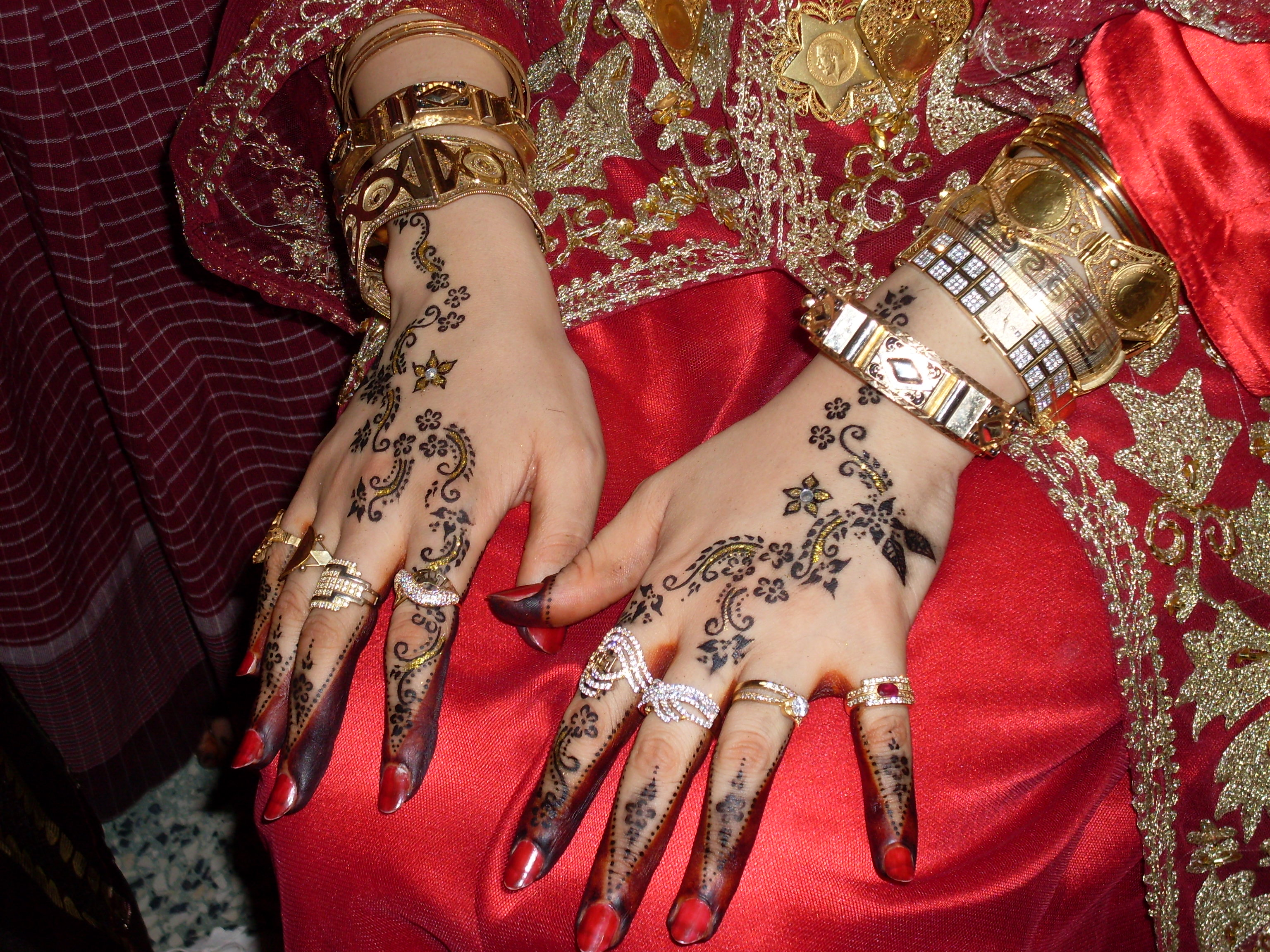
Mãos duma noiva de Djerba, pintadas com hena

#### Sexto dia
No sexto dia é assinado o contrato de casamento e tem lugar uma cerimónia de penteado, o bambar, na casa da noiva. No passado eram aplicadas duas peças de ouro redondas chamadas mahboub nos cabelos penteados em tranças finas agrupadas em duas tranças principais que caíam ao longo da face. Antes do bambar, os pais da noiva oferecem um yahniaos seus convidados. Depois duma noite de música e dança, a noiva é levada para a casa do seu marido a cavalo num camelo, instalada numa jehfa (espécie de baldaquino decorado com tapeçarias), acompanhada pelos seus convidados e pelos músicos vestidos em trajes tradicionais, dançando e tocando tabl e a ghita. Atrás da noiva segue o enxoval, carregado por outros camelos.
Por vezes é organizada uma fantasia (um espetáculo equestre) ou um espetáculo de zgara, uma dança-combate entre dois homens armados de sabres. Em algumas localidades a recém-casada só chega à casa do marido à alvorada, para o dkhoul (noite de núpcias). Os dois esposos partilham um ovo cozido e é partido uma bilha quando eles se isolam. Em algumas aldeias este momento é precedido do ritual do derdek: a recém-casada fecha a porta do quarto de dormir logo que nele entra para impedir o marido de se lhe juntar.[carece de fontes?]

#### Sétimo dia

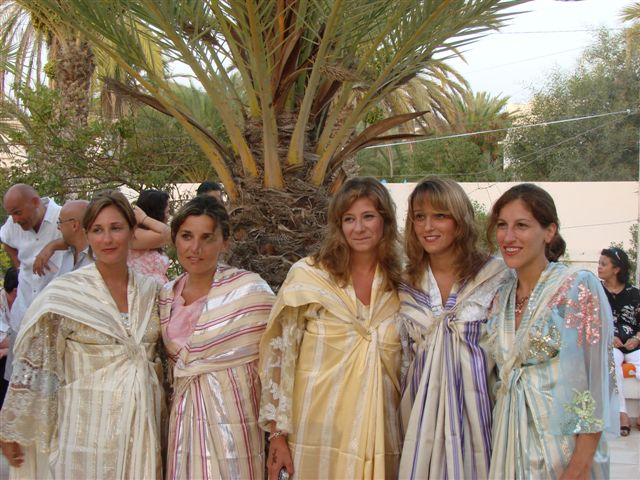
Mulheres tunisinas vestidas com 'houlis

A cerimónia da jeloua tem lugar no sétimo dia e consiste numa tarde de cantos e danças animada por músicos tradicionais, maioritariamente negros, chamados chouachan. No fim da tarde, vestida com um r’dée coberta de joias e com um grande lenço de seda sobre a cabeça, o boundi, a recém-casada é posta sobre uma arca (antes reservado para o seu enxoval) pelo seu irmão mais velho. De frente ao sol desenrola-se então um ritual durante o qual a sua face é mostrada por intervalos aos convidados pela zaiana (a maquilhadora, geralmente negra), que baixa e levanta o boundi ao ritmo de youyous,com a noiva mantendo os olhos fechados. Os irmãos e tios da noiva atiram moedas e doces para o cimo do lado esquerdo da arca à medida que passam, enquanto a zaiana se mantém à direita da noiva. Assim que o sol se põe, o noivo dá sete voltas ao boundi da sua esposa e depois vira-o do avesso.[carece de fontes?]

### Após a semana do casamento
No terceiro dia após o casamento (ethalath), os pais da casada visitam a sua filha. O conteúdo dum grande cetso de frutos secos e doces típicos da ilha (gouffat ezraraa) é partilhado entre as duas famílias. No dia seguinte tem lugar a última cerimónia, a essboua. A recém-casada pode então pode então segurar o seu beskri pregando um broche no centro, em vez de usar os pregados nos lados, como fazia desde o início do casamento. Passa também por cima dum recipiente que contém peixe fresco e prepara a sêmola para o cuscuz de peixe (cousksi el khouatem) que será oferecido aos convidados (em Djerba acredita-se que o peixe esconjura o mau-olhado). No mesmo dia, a recém-casado convida os parentes e amigos masculinos que terão o direito de encontrar-se com a sua mulher no futuro. Estes beijam a mão da casada e oferecem-lhe dinheiro.